# Evald Seepere
Evald Seepere (do 1937 Evald Seeberg; ur. 4 maja 1911 w Tammiku, zm. 22 lutego 1990 w Tallinnie) – estoński bokser.
Rozpoczął karierę w 1929 w Tallinna Poksiklubi, gdzie trenował go Nigul Maatsoo. W 1932 został mistrzem Estonii w wadze do 54 kg. Na mistrzostwach Europy w 1934 został wyeliminowany w pierwszej rundzie zawodów w wadze piórkowej przez Otto Kaestnera. W tym samym roku został wicemistrzem Estonii w wadze do 58 kg. W 1935 powtórzył to osiągnięcie. W 1936 został mistrzem Estonii w tej samej wadze, a także wystąpił na igrzyskach olimpijskich, na których zajął 9. miejsce w wadze piórkowej. W pierwszej rundzie zawodów pokonał Nicolae Berecheta, a w drugiej przegrał z Tedem Karą. W 1937 po raz kolejny został mistrzem Estonii w wadze do 58 kg, a w 1939 w tej samej kategorii został wicemistrzem kraju. W 1943 zakończył karierę zawodniczą i rozpoczął karierę trenerską (prowadził kluby Spartak i Kalev). W 1970 został honorowym członkiem klubu Kalev.